# Szansa (statystyka)
Szansa (ang. odds) – w rachunku prawdopodobieństwa i statystyce stosunek prawdopodobieństwa wystąpienia zdarzenia losowego do prawdopodobieństwa niewystąpienia tego zdarzenia. Szansę {\displaystyle \mathbb {S} (A)} zdarzenia {\displaystyle A} można wyznaczyć za pomocą wzoru:
|  |  | {\displaystyle \mathbb {S} (A)={\frac {\mathbb {P} (A)}{\mathbb {P} ({\text{nie }}A)}}={\frac {\mathbb {P} (A)}{1-\mathbb {P} (A)}}}. |

Przekształcenie odwrotne wygląda następująco:
|  |  | {\displaystyle \mathbb {P} (A)={\frac {\mathbb {S} (A)}{1+\mathbb {S} (A)}}}. |

Szansa może również zostać obliczona dla konkretnej próby. Wówczas stosuje się zaobserwowane w próbie częstości zamiast odpowiednich prawdopodobieństw. 
Dla prawdopodobieństw (i częstości) z przedziału {\displaystyle (0,1)} szansa przyjmuje wartości z przedziału {\displaystyle (0,+\infty ).}

## Zapis
Szansę można zapisać w formie stosunku m:n, np. 5:1. W przypadku takiego zapisu m może być liczbą jednakowo prawdopodobnych sposobów osiągnięcia sprzyjającego rezultatu, zaś n liczbą sposobów osiągnięcia niesprzyjającego rezultatu. Zaleca się jednak zapisywać szanse w jak najprostszy sposób, np. 3:2 zamiast 6:4. 
W epidemiologii, a także w innych zastosowaniach statystycznych, szansa jest często wyrażana w postaci pojedynczej liczby, np. szansa 1,5 oznacza stosunek 1,5:1 (3:2). 

## Wykorzystanie
Logarytm szansy (funkcja logitowa) wykorzystywany jest w regresji logistycznej. Logarytm szansy może przyjmować wartości z przedziału {\displaystyle (-\infty ,+\infty )}, co ułatwia zastosowanie uogólnionego modelu liniowego. 
Iloraz szans to miara wielkości efektu stosowana, gdy porównywane są dwie frakcje (prawdopodobieństwa lub częstości dwóch zdarzeń), czyli gdy dane można przedstawić w tabeli krzyżowej o wymiarach 2 × 2. Szanse i ilorazy szans wykorzystuje się często w epidemiologii.
Twierdzenie Bayesa można zapisać z wykorzystaniem szans i czynnika Bayesa. 
Podawanie informacji o rozkładzie prawdopodobieństwa w postaci szansy, z wykorzystaniem zapisu m:n (najczęściej m:1), jest popularne w przypadku gier hazardowych, szczególnie w świecie anglosaskim. Warto zauważyć, że kursy bukmacherskie w języku angielskim również są określane terminem odds, co może prowadzić do nieporozumień.